# Hernán Bueno y Zea el Mozo
Hernán Bueno y Zea ( c. 1514 - 9 de mayo de 1596) fue un conquistador, colono y encomendero español que fue Alcalde de Arequipa en tres veces.Era hijo de Hernán Bueno el Viejo, natural de Peñafiel, colonizador y conquistador del Valle de Catari, ubicado en las cabeceras del Valle de Moquegua . Para distinguirlos, los historiadores hispanoamericanos se refieren a él como "el Mozo".

## Biografía
Natural de Aranda de Duero, Burgos, Bueno el Mozo nació circa 1514, hijo de Hernán Bueno el Viejo y de Beatriz Gascón García Zea, también natural de Aranda. Viajó al Perú antes de 1534, a los veinte años, para reunirse con sus padres.Fue uno de los primeros pobladores de la ciudad de Lima luego de su fundación por Francisco Pizarro. El mismo Pizarro, después de fundar la ciudad, repartió parcelas de tierra entre los primeros pobladores, otorgándole una a su padre. Participó en las guerras civiles peruanas; inicialmente se puso del lado del ejército colono. Posteriormente huyó de Arequipa y, tras recorrer doscientas leguas a caballo, se unió a Pedro de la Gasca en Piura, escapando de la persecución de Gonzalo Pizarro.Bueno luchó bajo el mando de La Gasca hasta que el país fue pacificado en las décadas de 1540 y 1550. Al igual que su padre, fue uno de los fundadores de la ciudad de Arequipa, donde le fue concedida una encomienda con indígenas.
La Gasca recompensó los servicios de Bueno en 1548 otorgándole los Altos de Carumas, previamente asignados a su padre mediante decreto de Cristóbal Vaca de Castro. Esta encomienda comprendía alrededor de 800 individuos: “La asignación a Hernán Bueno, que tiene por decreto de Vaca de Castro, consta de 300 indígenas; están ubicados a veinte leguas del pueblo hacia Potosí. Comprende coca y maíz”. Después de la Batalla de Jaquijahuana, cuando La Gasca redistribuyó tierras, estas tierras fueron otorgadas a Bueno el Mozo, el 20 de noviembre de 1549.
En 1557, el virrey Andrés Hurtado de Mendoza confirmó la encomienda, que proporcionaba más de 368 pesos anuales provenientes de los impuestos que pagaban los pueblos taenas. Bueno residía en el Valle de Moquegua, específicamente en la zona conocida como Cochuna en el distrito de Colesuyo.

## Matrimonio y descendencia
Bueno se casó con la hija de Fernando de Cárdenas y Zapata y María Catalina de Caravantes y Arana, Jerónima de Arana Cárdenas y Carabantes, en Arequipa en 1560.Tuvieron seis hijos: Hernando Bueno de Arana (heredero de su finca y casa de la esquina de la calle Mercaderes ), Cristóbal, Pedro Bueno de Arana, Beatriz de Arana, Inés de Vellamizar Bueno de Arana y Clara Bueno de Arana.

## Muerte
Hizo su testamento el 9 de mayo de 1596, en Moquegua, donde falleció. Sus restos fueron trasladados a Arequipa, según su voluntad, y enterrados en la iglesia de Santo Domingo, que él y su esposa habían ayudado a fundar, según consta en los registros del archivo del convento de Santo Domingo en Lima.